# 로스 아메리칸스
Los Americans는 로스엔젤레스에 거주하는 다세대, 중년층의 라틴계 가정에 초점을 맞춘 8부작 시리즈이다. 이 쇼는 Dennis Leoni(데니스 레오니)가 쓰고 감독하였으며 2011년에 발표되었다.
| Los Americans     | Los Americans                                                                            |
| ----------------- | ---------------------------------------------------------------------------------------- |
|                   |                                                                                          |
| 작가              | Dennis Leoni(데니스 레오니)                                                              |
| 감독              | Dennis Leoni(데니스 레오니)                                                              |
| 주연              | Esai Morales(에사이 모랄레스), Lupe Ontiveros(루페 온티베로스), JC 곤잘레스(JC Gonzalez) |
| 제작              |                                                                                          |
| 행정 프로듀서     | Rey Ramsey(레이 램지)                                                                    |
| 프로듀서          | Robert Townsend(로버트 타운센드),Lydia Nicole(리디아 니콜)                               |
| 프로덕션 로케이션 | 캘리포니아주 산타모니카                                                                  |
| 시네마토그라피    | John L. Demps Jr.(존 L. 뎀스 주니어)                                                     |
| 에디터            | Robert Pergament(로버트 페르가멘트)                                                      |
| 프로덕션 회사     | 브이 스튜디오                                                                            |
| 배급              | 원 이코노미                                                                              |
| 발표              |                                                                                          |
| 오리지널 네트워크 | 픽 티비                                                                                  |
| 첫방송            | 미국                                                                                     |

## 줄거리
Valenzuela(발렌주엘라) 가족은 오늘날 실업, 문화적 정체성, 알코올중독을 포함하여 미국 가정들이 직면하고 있는 많은 문제들을 다루고 있다.
| 번호 | 제목                            | 설명 |
| ---- | ------------------------------- | --- |
| 8    | "멕시코로 가는 중"              | 아리엘의 임신이 가족에게 주는 도전에 대해 모든 사람들이 우려하지만, 리는 마침내 꿈을 이뤘다. 필라가 이민 및 세관 당국에 의해 체포되어 빅토리아의 남편 잭이 분명히 제출했을 때 상황은 좋지 않은 것에서 끔찍한 것으로 바뀐다. 이 상처에 소금을 붓고, 꿈꾸던 리의 취직 면접은 악몽이 된다. |
| 7    | "진실의 상처"                   | 그녀의 학대하는 어머니로부터 아리엘을 보호하기 위해 발렌주엘라는 또 다른 가정 손님을 맞이한다. 하지만 그렇다고 해서 아리엘의 어머니가 이웃들의 시야에서 물리적 대결로 확대되는 알마에게 도전하는 것을 막을 수는 없다. 리는 그의 아내를 돕는 것, 발렌주엘라 집에 사는 사람들의 수, 그리고 그 모든 사람들이 평화로운 이웃에서 야기하고 있는 것처럼 보이는 혼란을 겪고 있는 빅토리아의 남편 잭을 만난다. |
| 6    | "비밀"                          | 그녀의 학대하는 어머니로부터 아리엘을 보호하기 위해 발렌주엘라는 또 다른 가정 손님을 맞이한다. 하지만 그렇다고 해서 아리엘의 어머니가 이웃들의 시야에서 물리적 대결로 확대되는 알마에게 도전하는 것을 막을 수는 없다. 리는 그의 아내를 돕는 것, 발렌주엘라 집에 사는 사람들의 수, 그리고 그 모든 사람들이 평화로운 이웃에서 야기하고 있는 것처럼 보이는 혼란을 겪고 있는 빅토리아의 남편 잭을 만난다. |
| 5    | "우리를 첫유혹으로 이끌지 마라" | 리가 아름다운 이웃인 빅토리라의 차를 시동시키도록 도와주고, 초콜릿 칩 쿠키 선물은 죄책감, 속임수, 거짓말, 교활함 그리고 위선의 연쇄를 유발한다. 폴의 15살 친구 아리엘이 임신했다는 것을 리와 알마가 알게 되었을 때 모든 것은 매우 하찮은 것처럼 보인다. 그러나 바울이 자기를 드러내며 그들을 때렸을 때 그들이 느끼는 것과 비교할 수 있는 것은 하나도 없다.                                            |
| 4    | "가족 유산"                     | 리, 알마, 메모 그리고 필라는 그녀가 초대했던 소년들의 손에서 무의식적인 제니퍼를 찾기 위해 돌아온다. 리와 알마는 제니퍼에게 남자 아이들을 초대하고 그녀가 쓰러질 때까지 술을 마신 것에 대해 화가 나 있지만, 그들은 술에 취하거나, 기절하고, 아이들을 보호하지 않고 방치한 것에 대해 루시아에게 화가 나 있다. 알콜 중독이 발렌주엘라 가족에게 항상 야기된 문제들에 대해 어려운 교훈들이 나타난다.      |
| 3    | "유산"                          | 메모는 리보다 먼저 취직하고, 축하파티를 열지만 엉망이 된다. 부모님이 없는 사이, 루시아는 너무 술을 많이 마셨고, 기절하고, 그리고 17세의 제니퍼는 몇몇의 남자친구들을 파티를 초대하고, 제니퍼는 너무 많이 마시고 기절하며, 남자애들이 원하는 행동을 하도록 약해져버린다. |
| 2    | "물고기와 사우스게스트"         | 발렌주엘라는 집에 살면서 이상한 친척들에게 적응하려고 노력하나, 루시아의 커져가는 알코올 문제와 리는 그의 앞으로도 실직일거라는 가망과 싸우고 있고 수입은 줄었다. 메모의 비공식적인 아내 필라는 그녀의 관대함으로 리를 놀라게 한다. |
| 1    | "생일 축하"                     | 레안드로(또는 “리”라고도 불린다) 발렌주엘라의 목가적, 교외적 세계가 흔들리고 있었는데, 그가 실직하고 어머니가 알코올중독에 3명의 하우스 게스트들(30년 동안 본 적 없는 홈보이 사촌 메모, 메모의 비공식적인 아내와 그들의 과체중인 아들)이 나타나면서 그렇게 되었다. |

## 캐스트
- Esai Morales : Leandro Valenzuela(로리앤드로 발렌수엘라) 역
- Lupe Ontiveros: Lucia Valenzuela(루시아 발렌수엘라) 역
- JC Gonzalez : Paul Valenzuela(폴 발렌수엘라) 역
- Raymond Cruz: Memo(메모) 역
- Tony Plana: Max(맥스) 역
- DeLaRosa: Alma Valenzuela)알마 발렌수엘라)역
- Ana Villafañe: Jennifer Valenzuela(제니퍼 발렌수엘라) 역

## 수상과 평판
The Imagen Foundation - 베스트 드라마 웹 시리즈s 2012
Alan Greenlee, 프로그램 담당 부사장, 한 경제전문가는 "이 시리즈는 수백만 명의 승객들이 자신의 삶을 개선하고 정보에 입각한 결정을 내릴 수 있도록 도와주는 매력적인 드라마"라고 말했다.
Indie Series Awards 노미네이트, ISA - 여주조연상 - 드라마, 2012 Lupe Ontiveros(루페 온티버로스)
Indie Series Awards 노미네이트, ISA - 남우조연상 - 드라마, 2012 Raymond Cruz(레이몬드 크루즈)